# FC Boby Brno 1994/1995
Tento článek se podrobně zabývá soupiskou a statistikami týmu FC Boby Brno v sezoně 1994/1995.

## Důležité momenty sezony
- 3. místo v konečné ligové tabulce
- 3. kolo národního poháru

## Statistiky hráčů
- zahrnující ligu, evropské poháry a závěrečné boje národního poháru (osmifinále a výše)

| Pozice | Jméno              | Zápasy | Národnost |           |
| B      | Luboš Přibyl       | 25     | Česko     |           |
| B      | Radim Vlasák       | 6      | Česko     |           |
| Pozice | Jméno              | Zápasy | Góly      | Národnost |
| O      | Zdeněk Cieslar     | 8      | 0         | Česko     |
| U      | Marcel Cupák       | 22     | 8         | Česko     |
| Z      | Richard Dostálek   | 29     | 4         | Česko     |
| Z      | Tomáš Hamřík       | 1      | 0         | Česko     |
| O      | Patrik Holomek     | 1      | 0         | Česko     |
| U      | Pavel Holomek      | 22     | 0         | Česko     |
| Z      | Vladimír Chaloupka | 5      | 0         | Česko     |
| O      | Kamil Janšta       | 11     | 0         | Česko     |
| O      | Pavel Kobylka      | 24     | 3         | Česko     |
| Z      | Petr Kocman        | 27     | 2         | Česko     |
| Z      | Michal Kolomazník  | 2      | 0         | Česko     |
| O      | Petr Křivánek      | 28     | 2         | Česko     |
| Z      | Roman Kukleta      | 21     | 5         | Česko     |
| O      | Petr Maléř         | 27     | 6         | Česko     |
| O      | Jan Maroši         | 26     | 3         | Česko     |
| Z      | Lambert Šmíd       | 12     | 0         | Česko     |
| Z      | Martin Špinar      | 2      | 0         | Česko     |
| Z      | Zdeněk Valnoha     | 21     | 2         | Česko     |
| Z      | Viliam Vidumský    | 18     | 0         | Slovensko |
| Ú      | René Wagner        | 22     | 6         | Česko     |
| Ú      | Marek Zúbek        | 22     | 2         | Česko     |

- hráči A-týmu bez jediného startu: Martin Pařízek, Zdeněk Cihlář, Roman Veselý
- trenér: Petr Uličný
- asistent: Karel Večeřa

## Zápasy

### 1. Liga
- 1. a 16. kolo - SK Slavia Praha - FC Boby Brno 3:0, 2:1
- 2. a 16. kolo - FC Boby Brno - FC Slovan WSK Liberec 2:2, 1:2
- 3. a 17. kolo - FC Viktoria Plzeň - FC Boby Brno 0:1, 0:2
- 4. a 18. kolo - FC Baník Ostrava - FC Boby Brno 2:2, 1:1
- 5. a 19. kolo - FC Boby Brno - FC Svit Zlín 1:0, 2:0
- 6. a 20. kolo - SK Hradec Králové - FC Boby Brno 0:2, 0:0
- 7. a 22. kolo - FC Boby Brno - FC Bohemians Praha 3:1, 2:1
- 8. a 23. kolo - SK JČE České Budějovice - FC Boby Brno 1:1, 0:3
- 9. a 24. kolo - FC Boby Brno - AC Sparta Praha 3:1, 1:3
- 10. a 25. kolo - FK Jablonec - FC Boby Brno 1:0, 0:2
- 11. a 26. kolo - FC Boby Brno - FC Petra Drnovice 3:1, 3:3
- 12. a 27. kolo - FK Švarc Benešov - FC Boby Brno 1:1, 0:4
- 13. a 28. kolo - FC Boby Brno - SK Sigma MŽ Olomouc 2:0, 1:2
- 14. a 29. kolo - FK Viktoria Žižkov - FC Boby Brno 0:0, 0:2
- 21. a 30. kolo - FC Boby Brno - FC Union Cheb 6:0, 0:0

### Národní pohár
- 2. kolo - NH Ostrava - FC Boby Brno 2:3
- 3. kolo - Tatran Poštorná - FC Boby Brno 2:1

## Klubová nej sezony
- Nejlepší střelec - Marcel Cupák, 8 branek
- Nejvíce startů - Richard Dostálek, 29 zápasů
- Nejvyšší výhra - 6:0 nad Benešovem
- Nejvyšší prohra - 0:3 se Slavií Praha
- Nejvyšší domácí návštěva - 34 770 na utkání se Slavií Praha
- Nejnižší domácí návštěva - 13 715 na utkání s Libercem